# Anesthetic
Anesthetic ist das erste Soloalbum des US-amerikanischen Metal-Gitarristen Mark Morton. Das Album erschien am 1. März 2019 über Spinefarm Records.

## Entstehung
Mark Morton ist eigentlich Gitarrist der Metal-Band Lamb of God. Er schrieb über die Jahre viel Musik, die aus verschiedenen Gründen nicht für seine Hauptband geeignet war. Lange Zeit überlegte Morton, ob er anderen Bands seine Musik anbieten sollte. Eher zufällig spielte Morton die Demos dem Produzenten Josh Wilbur vor. Dem gefiel die Musik und riet Morton, ein Soloalbum in Angriff zu nehmen. Gleichzeitig bot sich Wilbur als Produzent an. Daraufhin erstellte Morton eine Liste mit möglichen Sängerinnen und Sängern, die er gerne auf seinem Album haben wollte. Dabei nahm er sich das Probot-Album von Dave Grohl zum Vorbild. Alle Wunschkandidaten sagten laut Morton zu.
Sämtliche Lieder wurden neu aufgenommen, zunächst mit Mortons Gesang als Orientierungshilfe. Darüber hinaus schrieb Morton noch den Großteil der Texte selbst. Etwa drei Viertel der Texte wurden von persönlichen Erlebnissen beeinflusst. Andere Texte befassen sich mit dem Thema Wiedergeburt im Sinne davon, neu zu beginnen und negative Altlasten abzulegen. Der Text von The Truth Is Dead ist politischer Natur. Lediglich Myles Kennedy und Josh Todd erhielten Instrumentalversionen der Lieder und schrieben eigene Texte. Die Gastsänger nahmen dann ihre Parts auf, teilweise mit Morton im gleichen Studio, teilweise in anderen Studios. Bei dem Lied Imaginary Days singt Morton selbst.
Im April 2017 veröffentlichte Mark Morton über Twitter ein Foto von ihm mit Chester Bennington (Linkin Park) im Studio mit dem Hinweis, dass beide in einem neuen Projekt kollaborieren. Bennington bestätigte die Zusammenarbeit kurze Zeit später über Instagram und veröffentlichte Auszüge aus dem Text von Cross Off. Weiterhin verriet er, dass Josh Wilbur ebenfalls involviert ist. Drei Monate später beging Chester Bennington Selbstmord. Aus diesem Grund musste sich Morton vor der Veröffentlichung die Zustimmung einiger Personen aus Benningtons engeren Umfeld einholen.
Produziert wurde Anesthetic von Josh Wilbur. Mark Morton spielte alle Gitarren selbst ein. Bei dem Lied Cross Off spielen Paolo Gregoletto und Alex Bent von der Band Trivium Bass bzw. Schlagzeug. Des Weiteren spielen auf dem Album die Bassisten David Ellefson (Megadeth) und Mike Inez (Alice in Chains) sowie die Schlagzeuger Roy Mayorga (Stone Sour), Ray Luzier (Korn), Jean-Paul Guster (Clutch) und Steve Gorman (The Black Crowes). Mit dem Albumtitel will Mark Morton ausdrücken, dass Musik seine Zuflucht vor Problemen, Depressionen oder Konflikten ist.

„Musik ist mein Schmerzmittel. Sie hat einen großen Anteil in meinem Leben und ist mir sehr wichtig. Wenn ich traurig, angepisst oder auch glücklich bin, kann ich mir meine Gitarre schnappen und alles andere vergessen.“

Musikalisch umfasst das Album verschiedene Stile. Neben dem für Lamb of God typischen Thrash- bzw. Groove Metal stammen andere Lieder eher aus den Genres Hard Rock, Alternative Rock, Punkrock bzw. Soul. Für das Lied Cross Off wurde ein Musikvideo veröffentlicht.

## Titelliste
| Nr. | Titel              | Sänger/-in                                                  | Länge |
| --- | ------------------ | ----------------------------------------------------------- | ----- |
| 1   | Cross Off          | Chester Bennington (Linkin Park)                            | 4:14  |
| 2   | Sworn Apart        | Jacoby Shaddix (Papa Roach)                                 | 3:57  |
| 3   | Axis               | Mark Lanegan (u. a. Screaming Trees)                        | 4:13  |
| 4   | The Never          | Chuck Billy (Testament) & Jake Oni (Oni)                    | 4:06  |
| 5   | Save Defiance      | Myles Kennedy (Alter Bridge)                                | 4:37  |
| 6   | Blur               | Prince Markie Dee                                           | 5:21  |
| 7   | Back from the Dead | Josh Todd (Buckcherry)                                      | 4:03  |
| 8   | Reveal             | Naeemah Maddox                                              | 4:12  |
| 9   | Imaginary Days     | Mark Morton                                                 | 3:45  |
| 10  | The Truth Is Dead  | Alissa White-Gluz (Arch Enemy) & Randy Blythe (Lamb of God) | 4:13  |

## Rezeption
Matthias Weckmann vom deutschen Magazin Metal Hammer beschrieb das Album als „wilden Ritt mit Puzzlecharakter, super produziert und bei aller stilistischen Zerrissenheit musikalisch überzeugend“. Wenn es Morton „darum gegangen wäre, mit einem Soloalbum andere Einflüsse zu zeigen, hätte er sein Ziel definitiv erreicht“. Chester Bennington würde bei seinem Beitrag zeigen, dass er „auch ohne Probleme in einer extremeren Stilrichtung hätte brillieren können“. Weckmann vergab fünf von sieben Punkten. Ronny Bittner vom deutschen Magazin Rock Hard schrieb, dass Mark Morton mit seinem Soloalbum „einen Eindruck davon gibt, das die Riffs seiner Stammband Lamb of God und radiokompatibles Rock-Format gar nicht so weit auseinander liegen“ würden. Die eher an Lamb of God erinnernden Titel wie The Truth Is Dead oder The Never würden „keine nennenswerten neuen Akzente setzen“, dafür wäre „die stilistischen Ausbrüche interessanter und origineller“. Bittner vergab acht von zehn Punkten.
Die Single Cross Off erreichte Platz 18 der Hard Rock Digital Song Sales Chart. Laut Nielsen Music wurden 2.000 Downloads verkauft und darüber hinaus 209.000 Mal in den USA gestreamt.